# Mar Adriático
(it) Mare Adriatico
(la) Mare Adriaticum
Mapa do mar Adriático
* Os valores do perímetro, área e volume podem ser imprecisos devido às estimativas envolvidas, podendo não estar normalizadas.
O mar Adriático é uma parte do mar Mediterrâneo, um golfo muito alongado fechado ao norte. Ele banha o norte e o leste da Itália e o oeste dos Bálcãs.
Os países banhados pelo mar Adriático são a Itália, a Eslovênia, a Croácia, a Bósnia e Herzegovina, o Montenegro e a Albânia.
O mar Adriático possui diversos portos importantes, destacando-se Veneza (Mestre) e Trieste, que foi por muito tempo a saída marítima do Império Austro-Húngaro para o mar Mediterrâneo.